# Andrej Krylov
Andrej Ivanovitj Krylov (ryska: Андрей Иванович Крылов), född 10 maj 1956 i Leningrad, är en före detta sovjetisk simmare.
Krylov blev olympisk guldmedaljör på 4 x 200 meter frisim vid sommarspelen 1980 i Moskva.